# Sibonga
Sibonga (Bayan ng Sibonga) är en kommun i Filippinerna. Kommunen tillhör provinsen Cebu och ligger på ön med samma namn. Folkmängden uppgår till 38 281 invånare.

## Barangayer
Sibonga är indelat i 25 barangayer.
| - Abugon - Bae - Bagacay - Bahay - Banlot - Basak - Bato - Cagay - Can-aga - Candaguit - Cantolaroy - Dugoan - Guimbangco-an | - Lamacan - Libo - Lindogon - Magcagong - Manatad - Mangyan - Papan - Poblacion - Sabang - Sayao - Simala - Tubod |